# Oberbegriff
Unter einem Oberbegriff, auch Überbegriff und in der Sprachwissenschaft Hyperonym (von altgriechisch ὑπέρ hypér ‚über‘ und ὄνυμα ónyma ‚Name‘), versteht man einen Begriff, der eine Anzahl anderer Wörter in ihrer Bedeutung subsumiert bzw. benennend klassifiziert. Das Gegenteil ist der Unterbegriff (in der Sprachwissenschaft auch Hyponym).
Beispiele:
- Kraftfahrzeug ist ein Oberbegriff zu den Wörtern Automobil, Motorrad, Straßenbahn und Lastkraftwagen.
- Fahrzeug ist ein Oberbegriff zu 'Kraftfahrzeug' und 'nicht-motorgetriebenes Fahrzeug'.
- Kleidungsstück ist ein Oberbegriff zu den Wörtern Pullover, Hose, Bluse, Hemd und Unterhose.
- Apostel ist ein Oberbegriff zu den biblischen Personen Simon Petrus, Johannes, Philippus, Thomas und Judas Iskariot.

Ein bestimmter Begriff kann je nach Blickrichtung sowohl Ober- als auch Unterbegriff sein: So ist Säugetier ein Oberbegriff zu Hund und ein Unterbegriff zu Tier.
Die Suche nach geeigneten Oberbegriffen ist oft Teil von Intelligenztests oder Einstellungstests.

## Abgrenzung
Unterbegriff ist nicht zu verwechseln mit folgenden Begriffen.
- Element einer Menge: Hierbei handelt es sich um ein bestimmtes Objekt, welches zu der Menge des Oberbegriffs gehört.
- Teilbegriff eines Begriffs: Hierbei handelt es sich um einen Bestandteil (Meronym) aller Elemente des Begriffs (z. B. Baum - Ast)
- Konkretisierung eines Elements: Hierbei handelt es sich um die Veränderung eines Elements einer Menge von etwas Gedachtem hin zu etwas Greifbarem.

## Oberbegriff in der Logik
Innerhalb der Logik lassen sich zwei gänzlich verschiedene Bedeutungen des Wortes „Oberbegriff“ unterscheiden. Erstens bezeichnet „Oberbegriff“ einen Begriff, unter den „Unterbegriffe“ fallen, zweitens handelt es sich dabei um einen Terminus der Syllogistik.

### Oberbegriff in der Begriffshierarchie
Man bezeichnet einen Begriff als Oberbegriff (oder: Gattung), wenn „Unterbegriffe“ (oder: Arten) unter ihn fallen. Beispielsweise fallen unter den Oberbegriff „Lebewesen“ die Unterbegriffe „Mensch“ und „Tier“. Da sämtliche Menschen und Tiere unter den Begriff „Lebewesen“ fallen, sagt man, er hat einen größeren Begriffsumfang als etwa der Begriff „Mensch“, unter den nur sämtliche Menschen, aber nicht die Tiere fallen.
Bereits Platon hat mittels seiner Methode der Dihairesis Begriffshierarchien aufgestellt und Regeln angegeben, nach denen diese aufzustellen sind. Markiert man das Subordinationsverhältnis der Begriffe durch Verbindungslinien, so ergibt sich ein pyramidenähnliches Schema. Ein philosophiegeschichtliches Beispiel ist die Begriffshierarchie in Form des Baum des Porphyrios.
|                               |                               |                               |                               |                               |                               |  |  | Oberbegriff (z. B. Lebewesen) |  |  |  |  |  |  |  |                             |                             |                             |                             |                             |                             |
|                               |                               |                               |                               |                               |                               |  |  |                               |  |  |  |  |  |  |  |                             |                             |                             |                             |                             |                             |
|                               |                               |                               |                               |                               |                               |  |  |                               |  |  |  |  |  |  |  |                             |                             |                             |                             |                             |                             |
| Unterbegriff 1 (z. B. Mensch) | Unterbegriff 1 (z. B. Mensch) | Unterbegriff 1 (z. B. Mensch) | Unterbegriff 1 (z. B. Mensch) | Unterbegriff 1 (z. B. Mensch) | Unterbegriff 1 (z. B. Mensch) |  |  |                               |  |  |  |  |  |  |  | Unterbegriff 2 (z. B. Tier) | Unterbegriff 2 (z. B. Tier) | Unterbegriff 2 (z. B. Tier) | Unterbegriff 2 (z. B. Tier) | Unterbegriff 2 (z. B. Tier) | Unterbegriff 2 (z. B. Tier) |

Dass ein (Unter-)Begriff unter einen (Ober-)Begriff „fällt“, ist streng vom „Fallen“ eines Gegenstandes unter einen Begriff zu unterscheiden Ansonsten kommt es zu Fehlschlüssen.
- Beispiel: Alle einzelnen Menschen unterfallen dem Begriff [Mensch] und damit auch dem Begriff [Lebewesen], der Begriff [Mensch] ist aber kein Lebewesen[4]
- Beispiel: Bei genauer Ausdrucksweise ist „selten“ keine Eigenschaft eines Gegenstandes, sondern ein Prädikat, das nur Begriffen zukommt[5] (d. h. ein Albino ist nicht selten, sondern der Begriff [Albino] ist selten der Fall (instantiiert)).

Erstmals hat Giuseppe Peano (1858–1932) dies symbolisch deutlich gemacht: Das Element-Sein wird durch ein ε, das Enthaltensein von Unterbegriffen in Oberbegriffen bei Peano mit „C“ ausgedrückt.

### Oberbegriff in der Syllogistik
Als Oberbegriff (lateinisch terminus maior) wird in der Logik jener Begriff im Syllogismus bezeichnet, der im Schlusssatz als Prädikat auftritt.
Beispiel:

## Oberbegriff in der Sprachwissenschaft (Hyperonym)
Die Beziehung eines Hyperonyms zu einem Hyponym nennt man Hyperonymie (auch: Superordination), die umgekehrte Hyponymie (auch: Subordination). Der Ausdruck ist von Lyons eingeführt worden. Terminologisch lässt sich fragen, ob eine solche Terminologie nicht eine unnötige Dopplung zur Begriffslogik ist und der Bezugspunkt „*onym*“ (von griechisch ὄνυμα ónyma = Name) nicht irreführend ist, da es nicht um Namen oder Wörter geht, sondern um die Beziehung der mit ihnen verbundenen Lexeme (Begriffe, Bedeutungen) zueinander.
Die Hyperonymie ist eine zentrale semantische Relation in semantischen Netzen, Taxonomien und Thesauri.
Die Beziehung der Hyperonymie ist hierarchisch. Sie stiftet daher „Hierarchien für alle Wortarten im deutschen Wortschatz“ () und ermöglicht Taxonomien, die wichtiger Bestandteil semantischer Netze sind.
Die Hyperonymie ist nicht zu verwechseln mit der ebenfalls hierarchischen Teil-Ganzes-Beziehung (Beispiel: Haus ist kein Hyperonym zu Tür, die Tür aber Teil des ganzen Hauses). Fragt man nach der Abgrenzung, so wird man auf verschiedene Verfahren verwiesen: Zum einen gilt bei dem Verhältnis der Hyperonymie eine einseitige Implikation (Beispiel: jedes Auto ist ein Fortbewegungsmittel, aber nicht jedes Fortbewegungsmittel ist ein Auto). Zum anderen auf Testformulierungen wie Ein X ist eine Art Y, X und andere Y, Kein X ist besser als ein Y.
Zwischen Hyperonym und Hyponym bestehen außerdem die folgenden Beziehungen:
- der Begriffsumfang (Extension) des Hyponyms ist kleiner als der Begriffsumfang des Hyperonyms. Jeder Hund ist ein Säugetier, aber nicht jedes Säugetier ist ein Hund.
- der Begriffsinhalt (Intension) des Hyponyms ist größer als der Begriffsinhalt des Hyperonyms. Das Hyponym hat mindestens ein semantisches Merkmal mehr als das Hyperonym.
- Die Prädizierung eines Objekts als A (Hyponym) impliziert die Prädizierung des Objekts als B (Hyperonym), aber nicht umgekehrt.

Beispiel: Familie – Familienmitglieder: die Tochter ist ein Familienmitglied, nicht aber eine Familie.
Das Verhältnis der Hyperonymie bzw. Hyponymie ist relativ, genauer transitiv: ein Hyponym kann Hyperonym zu einem anderen Hyponym sein.
- Beispiel: Auto ist Hyponym zu Fortbewegungsmittel und Hyperonym zu Rennauto

Oder anders ausgedrückt: Wenn A ein Unterbegriff zu B ist, und B ein Unterbegriff zu C, dann ist A auch ein Unterbegriff von C
- Beispiel: Jedes Rennauto ist ein Auto, jedes Auto ist ein Fortbewegungsmittel, daher ist auch jedes Rennauto ist ein Fortbewegungsmittel

Dies ist allerdings weder „nach oben“, noch „nach unten“ grenzenlos: „nach oben“ gelangt man irgendwann zu den höchsten Kategorien, „nach unten“ gibt es irgendwann keine lexikalischen Spezifizierungen mehr.
Die Wahl eines Oberbegriffs ist zumeist nicht absolut vorgegeben, d. h. ein Wort kann Hyponym zu verschiedenen Hyperonymen sein. Die Wahl des Hyperonymens hängt von „semantischen Vorentscheidungen“ ab.
- Beispiel: Kriegsschiff als Hyponym zu Schiff oder zu Waffensystem.[13]

Unter anderem auf Grund von wirtschaftlichen, technischen Entwicklungen usw. sind lexikalische Hierarchien „bis zu einem gewissen Grad flexibel“.
Es kann auch zu Quasi-Hyponymen (Lyons) kommen, wenn ein sachlich gebotenes, jedenfalls mögliches Hyperonym nicht lexikalisiert ist, also eine semantische Lücke besteht.
- Beispiel: So besteht für Vater und Mutter das Hyperonym Elternteil, während für Tante und Onkel im Deutschen kein Hyperonym existiert.[15]

Hyperonymie/Hyponymie tritt hauptsächlich bei Substantiven auf, kann aber auch bei Verben vorkommen.